# Torsten Bergström
Torsten Lars Herman Jamte Bergström, född 10 december 1896 i Ås församling, Jämtlands län, död 26 maj 1948 i Härnösand (folkbokförd i Stockholm), var en svensk skådespelare, regissör och konstnär. Han var far till regissören Håkan Bergström.

## Biografi
Bergström studerade vid Dramatens elevskola 1917–1919. Han var därefter knuten till Svenska teatern, Stockholm 1919–1923, Helsingborgs stadsteater 1923–1927 samt Lorensbergs- och stadsteatern i Göteborg. Under slutet av 1930-talet och 1940-talet hade Bergström anställning vid olika stockholmsteatrar samtidigt som han ledde egna turnéer samt verkade som föreläsare i litteratur- och teaterhistoria.
Bergström filmdebuterade 1919 i Rune Carlstens Ett farligt frieri och kom att medverka som skådespelare i drygt 25 filmer.
Han studerade under en period konst för Helmer Osslund och var under sina göteborgsår 1927–1936 en entusiastisk förespråkare för det unga göteborgsmåleriet. Separat ställde han ut i Härnösand 1921 och i Helsingborg 1923, han medverkade dessutom i ett flertal samlingsutställningar i Stockholm. Hans konst består av porträtt och parafraser från olika teaterpjäser.
Bergström avled den 26 maj 1948 under ett tillfälligt besök i Härnösand. Han är begravd på Ås kyrkogård i Jämtland.

## Filmografi i urval

### Roller
- 1919 – Synnöve Solbakken
- 1919 – Ett farligt frieri
- 1920 – Bomben
- 1920 – Gyurkovicsarna
- 1921 – Fru Mariannes friare
- 1921 – Elisabet
- 1921 – Vallfarten till Kevlaar
- 1922 – Vem dömer
- 1923 – Norrtullsligan
- 1923 – Närkingarna
- 1924 – Trollebokungen
- 1925 – Ett köpmanshus i skärgården
- 1927 – Ungdom
- 1928 – Stormens barn
- 1936 – Bombi Bitt och jag
- 1937 – Bleka greven
- 1937 – Ryska snuvan
- 1937 – En flicka kommer till sta'n
- 1938 – På kryss med Albertina
- 1938 – Styrman Karlssons flammor
- 1939 – Filmen om Emelie Högqvist
- 1939 – Kadettkamrater
- 1941 – Det sägs på stan
- 1941 – Tänk, om jag gifter mig med prästen
- 1942 – General von Döbeln
- 1945 – Brott och Straff
- 1946 – Eviga länkar
- 1946 – Driver dagg faller regn
- 1947 – Skepp till India land
- 1947 – Krigsmans erinran
- 1947 – Maria
- 1947 – Livet i Finnskogarna
- 1947 – Den långa vägen
- 1948 – Synd
- 1948 – Lars Hård

### Regi
- 1939 – Stadens melodi
- 1943 – Frösöblomster
- 1947 – Den långa vägen (En film om svenska kvinnors kamp för rätt och rättvisa)

### Manus
- 1947 – Den långa vägen

## Teater

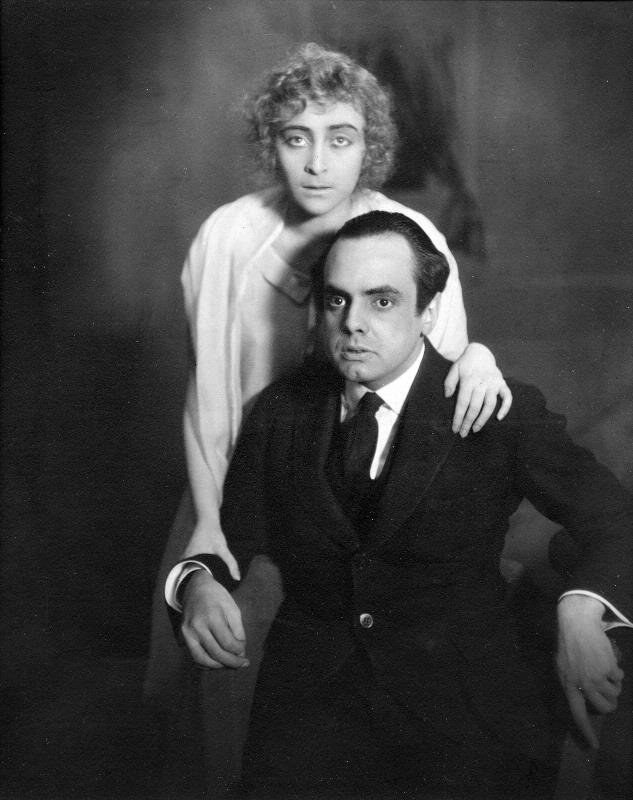
Mimi Pollak och Torsten Bergström i Sutton Vanes Till främmande hamn på Helsingborgs stadsteater 1924

### Roller
| År   | Roll                    | Produktion                                                            | Regi                      | Teater                     |
| ---- | ----------------------- | --------------------------------------------------------------------- | ------------------------- | -------------------------- |
| 1919 | Tybalt                  | Romeo och Julia (The Tragedy of Romeo and Juliet) William Shakespeare | Gunnar Klintberg          | Svenska teatern, Stockholm |
| 1922 | Reginald                | Gustav Vasa August Strindberg                                         | Gunnar Klintberg          | Svenska teatern, Stockholm |
| 1923 | Gunnar                  | Högt spel Ernst Didring                                               | Gerda Lundequist-Dalström | Helsingborgs stadsteater   |
| 1923 | Hans Jacob Norden       | Moral Ludwig Thoma                                                    | Torsten Hammarén          | Helsingborgs stadsteater   |
| 1923 | Bengt                   | Fjärde budet Sigurd Wallén                                            | Albin Lindahl             | Helsingborgs stadsteater   |
| 1923 | Kritikern               | Komedien Nini Roll Anker                                              | Gerda Lundequist-Dalström | Helsingborgs stadsteater   |
| 1923 | Bergvall                | Signade tider Algot Sandberg                                          | Albin Lindahl             | Helsingborgs stadsteater   |
| 1923 | Larry                   | Anna Christie Eugene O'Neill                                          | Gerda Lundequist-Dalström | Helsingborgs stadsteater   |
| 1923 | Öjvind Holt             | Det lyckliga valet Nils Kjær                                          | Torsten Hammarén          | Helsingborgs stadsteater   |
| 1924 | Percy Jones             | Din nästas fästmö Adelaide Matthews och Anne Nichols                  | Torsten Hammarén          | Helsingborgs stadsteater   |
| 1924 | Marc                    | Hjärter är trumf Felix Gandera                                        | Torsten Hammarén          | Helsingborgs stadsteater   |
| 1924 | Ernst                   | Disciplin Einar Fröberg                                               | Torsten Hammarén          | Helsingborgs stadsteater   |
| 1924 | Norberto                | Åtrå Jacinto Benavente                                                | Gerda Lundequist-Dalström | Helsingborgs stadsteater   |
| 1924 | Hubert du Vigan         | Hans rätta hustru Jacques Bousquet och Henri Falk                     | Hjalmar Peters            | Helsingborgs stadsteater   |
| 1924 | Paul Mercier            | Fröken Pascal Martial Piéchaud                                        | Gerda Lundequist-Dalström | Helsingborgs stadsteater   |
| 1924 | Unge Syriern            | Salome Oscar Wilde                                                    | Torsten Hammarén          | Helsingborgs stadsteater   |
| 1924 | Henry                   | Till främmande hamn Sutton Vane                                       | Torsten Hammarén          | Helsingborgs stadsteater   |
| 1924 | Erik Some               | Värmlänningarna Fredrik August Dahlgren och Andreas Randel            | Hjalmar Peters            | Helsingborgs stadsteater   |
| 1925 | Allan                   | Dagens hjälte Carlo Keil-Möller                                       | Torsten Hammarén          | Helsingborgs stadsteater   |
| 1925 | Haimon                  | Antigone Sofokles                                                     | Gerda Lundequist-Dalström | Helsingborgs stadsteater   |
| 1925 | Tommy Belden            | Vår lilla fru Avery Hopwood                                           | Torsten Hammarén          | Helsingborgs stadsteater   |
| 1925 | Barberare Lynge         | Thora van Deken Henrik Pontoppidan och Hjalmar Bergstrøm              | Gerda Lundequist-Dalström | Helsingborgs stadsteater   |
| 1925 | Jakob                   | Kära släkten Gustav Esmann                                            | Gerda Lundequist-Dalström | Helsingborgs stadsteater   |
| 1925 | Luca                    | Löftet Tomasino Scotti                                                | Gerda Lundequist-Dalström | Helsingborgs stadsteater   |
| 1925 | Junker Olof             | Ljungby horn Edgar Collin, Vilhelm Østergaard, och Alfred Ipsen       | Helge Wahlgren            | Helsingborgs stadsteater   |
| 1926 | Vice pastor Storm       | Stora barndopet Oskar Braaten                                         | Helge Wahlgren            | Helsingborgs stadsteater   |
| 1926 | Unge Hollunder Dr Reich | Liliom Ferenc Molnár                                                  | Torsten Hammarén          | Helsingborgs stadsteater   |
| 1926 | Erik Some               | Nationalmonumentet Tor Hedberg                                        | Helge Wahlgren            | Helsingborgs stadsteater   |
| 1926 | Bobby Williams          | Storstädning Frederick Lonsdale                                       | Gösta Cederlund           | Helsingborgs stadsteater   |
| 1926 | Lucien                  | Sam Jackson i Paris Maurice Hennequin och Henry de Gorsse             | Albert Nycop              | Helsingborgs stadsteater   |
| 1926 | Dunois                  | Sankta Johanna George Bernard Shaw                                    | Gösta Cederlund           | Helsingborgs stadsteater   |
| 1926 | Claude Vallée           | Spelet om kärleken och döden Romain Rolland                           | Albert Nycop              | Helsingborgs stadsteater   |
| 1926 | Vargen Gluff            | Julnatten i barnkammaren Carlo Keil-Möller                            | Carlo Keil-Möller         | Helsingborgs stadsteater   |
| 1927 | James Wylie             | Vad varje kvinna vet J.M. Barrie                                      | Elsa Carlsson             | Helsingborgs stadsteater   |
| 1927 | Augustus Borring        | Vi och de våra John Galsworthy                                        | Gösta Cederlund           | Helsingborgs stadsteater   |
| 1927 | Jacob Israel            | Gustav Vasa August Strindberg                                         | Gösta Cederlund           | Helsingborgs stadsteater   |
| 1928 | Karl-Axel               | Hennes lilla majestät Karl Gerhard                                    |                           | Hagateatern, Stockholm     |
| 1936 | Relling                 | Vildanden Henrik Ibsen                                                | Martha Lundholm           | Vasateatern                |
| 1937 | Benny Kellerman         | Doktor Clitterhouse Barré Lyndon                                      | Gösta Ekman               | Vasateatern                |
| 1938 |                         | Gösta Berlings saga Selma Lagerlöf                                    | Johan Falck               | Riksteatern                |
| 1940 | Greve Coste             | Bröllopsnatt (Oktobertag) Georg Kaiser                                | Nils Ekstam               | Nya teatern                |
| 1946 | Bohun                   | Man kan aldrig veta George Bernard Shaw                               | Harry Roeck-Hansen        | Blancheteatern             |

## Radioteater

### Roller
| År   | Roll          | Produktion                  | Regi        |
| ---- | ------------- | --------------------------- | ----------- |
| 1948 | Landsfiskalen | Kolar-Fredik Inge Johansson | Lars Madsén |